# Oparbella flavescens
Espèce
Synonymes
- Solpuga flavescens C. L. Koch, 1842
- Galeodes nigripalpis Dufour, 1861
- Oparbona simoni  Roewer, 1934

Oparbella flavescens est une espèce de solifuges de la famille des Solpugidae.

## Distribution
Cette espèce se rencontre en Égypte, en Libye, en Tunisie, en Algérie, au Maroc et au Togo.

## Description
Le mâle décrit par Roewer en 1934 mesure 22 mm et les femelles de 28 à 38 mm.

## Publication originale
- C. L. Koch, 1842 : Systematische Übersicht über die Familie der Galeoden. Archiv fèur Naturgeschichte, vol. 1, p. 350-356 (texte intégral).